# Mortadella Bologna
La Mortadella Bologna IGP è un insaccato cotto fatto esclusivamente con carne di puro suino, di forma cilindrica o ovale, di colore rosa e dal profumo intenso e leggermente speziato. Normalmente chiamata semplicemente "mortadella" per antonomasia, la denominazione "Mortadella Bologna" è stata adottata dal luglio 1998 per identificare la preparazione riconosciuta quale indicazione geografica protetta (IGP) a livello europeo, e distinguerla da altre produzioni di mortadella da essa derivate ma non conformi alle regole del consorzio dei produttori.

## Origine del nome
L'origine del nome "mortadella" è dibattuta. Una teoria fa derivare il nome dal termine latino mortarium (mortaio), attrezzo tradizionalmente usato per pestare le spezie. Questa teoria, proposta da Giancarlo Susini, professore di storia antica all'Università di Bologna, si basa su due stele funerarie custodite nel Museo archeologico di Bologna ritenute appartenenti allo stesso monumento, una raffigurante un branco di maialini e l'altra un mortaio e pestello. Un'altra teoria, introdotta da Ovidio Montalbani nel XVII secolo, deriva il nome da una salsiccia romana aromatizzata con bacche di mirto che i Romani chiamavano farcimen myrtatum o farcimen murtatum (salsiccia di mirto); il mirto era, infatti, una spezia popolare prima che il pepe diventasse disponibile per i mercati europei.

## Storia

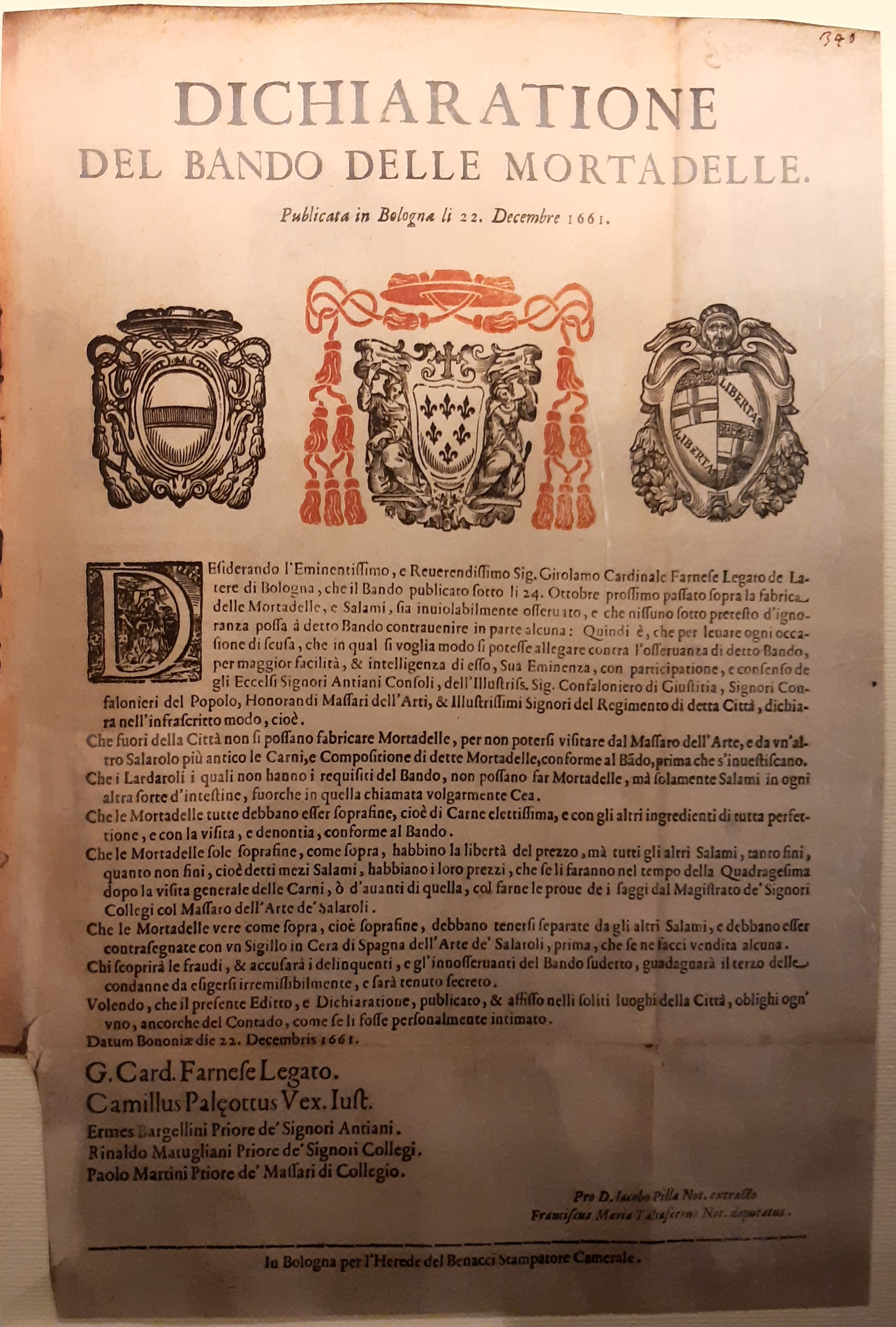
Dichiarazione del Bando delle Mortadelle, Bologna, 1661

Un indizio sull'esistenza di produttori di mortadelle già in epoca romana è il ritrovamento a Bologna di una stele dell'età imperiale raffigurante sette maialetti condotti al pascolo e un mortaio con pestello, attrezzo solitamente usato dai Romani per lavorare le carni. Si parla della mortadella già nei libri di cucina del XIV secolo, anche se è probabile che esistessero diversi tipi di mortadella confezionate con carni di vitello e di asino.
Nel 1644, il bolognese Vincenzo Tanara, nel suo trattato L'economia del cittadino in villa, scrisse una ricetta di mortadella dove indica sia le dosi della carne che la quantità e tipo di spezie da utilizzare: sale, cannella, chiodi di garofano, noce moscata, muschio, pepe in grani, zucchero e vino malvasia. Oltre alle dosi, Tanara descrive anche la lavorazione del salume: «un terzo di tessuti adiposi, guanciale incluso, sono tagliati a grossi dadi, due terzi di carne magra proveniente da spalla e coscia del maiale che viene trasformata in farcia tramite taglienti pestature; dopo l'insaccatura, il tutto viene poi cotto a temperatura moderata.»
Nel 1661, per regolare la produzione, fu pubblicato un bando del cardinale legato di Bologna Girolamo Farnese che impediva la produzione di mortadella con carni diverse da quelle di maiale; l'applicazione dei sigilli di garanzia era di competenza della corporazione dei Salaroli, una delle più antiche di Bologna, che da tempo aveva per stemma un mortaio con pestello.
Il secondo editto Dichiarazione del bando delle Mortadelle, risalente all'11 novembre 1720, venne emesso dal cardinale legato Curzio Origo per ribadire le disposizioni dei precedenti bandi sulle Mortadelle, quello appunto del 1661 e quello del 7 dicembre 1713, e far sì che "nessuno sotto pretesto d'ignoranza possa contravvenire".
Nel 2001 nasce il Consorzio Mortadella Bologna, che riunisce i maggiori produttori di questo salume e ne stabilisce le caratteristiche.

## Caratteristiche
La mortadella Bologna di puro suino è un insaccato cotto, dalla forma cilindrica o ovale, di colore rosa e dall'odore intenso, leggermente speziato. Per la sua preparazione vengono impiegati carne e lardelli di elevata qualità, triturati adeguatamente allo scopo di ottenere una pasta fine. Una volta tagliata, la superficie si presenta vellutata e di colore rosa.

### Valori nutrizionali
Principali valori nutrizionali:
- Parte edibile: 100%
- Proteine: 15,7%
- Lipidi: 25%, di cui saturi: 8,3%
- Energia: 288 kcal per 100 g

## Gastronomia
La mortadella Bologna è un prodotto utilizzato in diverse preparazioni e può essere consumata affettata abbinata con il pane o tagliata a cubetti come antipasto. È anche usata in diversi piatti della tradizione bolognese; per esempio, è un ingrediente del ripieno dei tortellini; se frullata, compone la "spuma di mortadella" e compare come ingrediente dello stecco petroniano.